# Nevine Hafez
Pour les articles homonymes, voir Hafez.
Nevine Hafez, née le 3 août 1968, est une nageuse égyptienne.

## Carrière
Nevine Hafez remporte deux médailles d'or et une médaille de bronze aux Championnats d'Afrique de natation 1982 au Caire.
Elle dispute les Jeux olympiques d'été de 1984 à Los Angeles, disputant les épreuves de nage libre et de papillon. Elle est la première femme égyptienne à participer à une épreuve des Jeux olympiques.

## Famille
Elle est la sœur de la nageuse Sherwite Hafez.